# Mankon (langue)
Pour les articles homonymes, voir Ngemba.
Le mankon, aussi appelé ngemba, est une langue bantoïde des Grassfields, du groupe de langues ngemba (en), parlée par environ 18 800 personnes (2002) dans l'Ouest et le Nord-Ouest du Cameroun, dans les départements de la Menoua (arrondissement de Penka-Michel) et du Mezam autour de Tubah et Bamenda.